# Piper perpilosum
Piper perpilosum är en pepparväxtart som beskrevs av C. Dc.. Piper perpilosum ingår i släktet Piper och familjen pepparväxter. Inga underarter finns listade i Catalogue of Life.